# Arquivo Geral de Simancas
O Arquivo Geral de Simancas (em castelhano: Archivo General de Simancas; também aludido pela sigla AGS) é um arquivo localizado no município vallisoletano de Simancas, na  comunidade autônoma de Castela e Leão, Espanha. Fundado em 1540, foi o primeiro arquivo oficial da Coroa de Castela. Instalado no Castelo de Simancas, desde sua fundação tem figurado como uma das referências na Península Ibérica no que se refere à conservação e amarzenamento de documentos.
A evolução cronológica da instituição esteve muito ligada à história da Coroa de Castela. Um dos principais marcos ocorreu em 1588, quando Felipe II da Espanha outorgou a Instrucción para el Gobierno del Archivo de Simancas, um documento fundamental para entender a gestão tanto deste arquivo como a de outros da Península. Por outro lado, os momentos de pujança ou de retraimento da monarquia castelana refletiram-se na forma de documentos e de recursos. Os danos sofridos durante a Guerra Peninsular também tiveram relevante papel no que hoje é a instituição.
Atualmente, o AGS é ligado ao Ministério da Cultura da Espanha. Nele não são desenvolvidas apenas as atividades referentes à conservação e catalogação dos documentos que abriga: também é possível realizar pesquisas em seu acervo. No interior também encontra-se um museu.

## Conceito e simbolismo

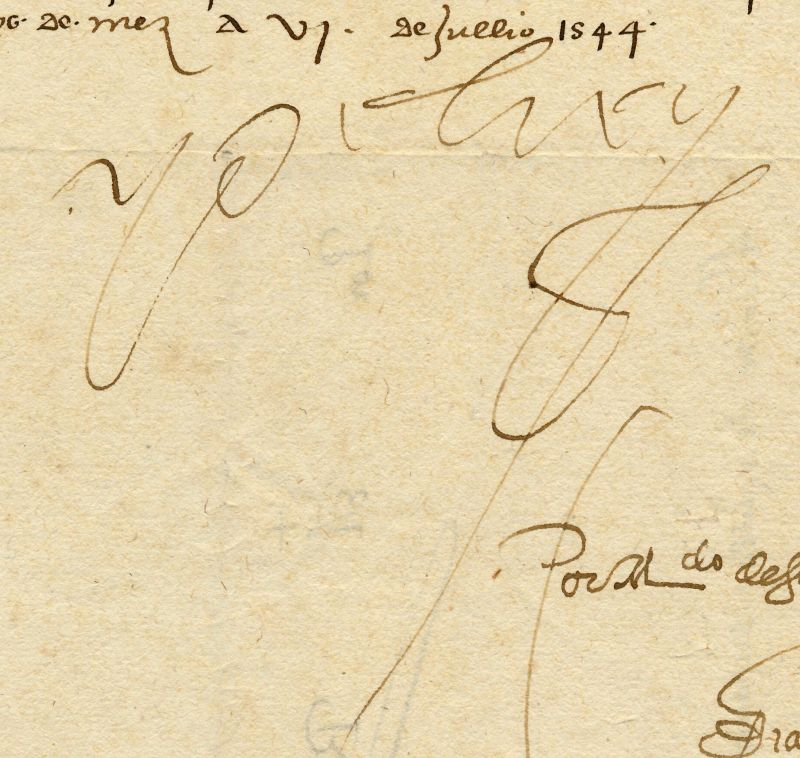
Assinatura do rei Carlos I da Espanha. Este foi o fundador do primeiro arquivo centralizado de Castela, algo que alguns de seus antecessores (como João II e Henrique IV) tentaram realizar, sem êxito.

O arquivo de Simancas foi o primeiro arquivo oficial da Coroa de Castela, e existe como tal desde 1540, aproximadamente dois séculos depois da Coroa de Aragão ter criado o seu. Este significativo retardo tem sido objeto de estudo por parte dos historiadores que pesquisam o desenvolvimento histórico da instituição. Várias explicações já foram propostas, entre as quais figuram o "nomadismo" da Corte, a guerra contra os mouros e as lutas internas entre os membros da dinastia de Trastâmara.
Um Estado do século XVI como a coroa castelana, que tinha a intenção de aderir à era da modernidade surgida após a Idade Média, necessitava constituir um aparato burocrático eficientemente articulado e, nesse sentido, afigura do arquivo foi crucial. Desde o primeiro momento planejou-se, ainda que sem precisar o local, que o arquivo estivesse localizado em uma fortaleza, por mera questão de segurança na hora de armazenar os documento que o aparato estatal fosse produzindo.
O fato de ter sido fundado tardiamente tem uma certa conotação negativa pelo atraso que isso implica quando comparado a outras nações europeias; por outro lado, a fundação do arquivo só foi viável graças ao contexto sócio-político, que era o de solidez das instituições estatais e administrativas, que produziam documentos que requeriam uma conservação adequada.
Desde o primeiro momento e até tempos recentes, o AGS não era destinado a tarefas de catáter cultural, pois somente respondia à necessidade expressa de um ser um local para conservar os documentos. Neste sentido, um arquivo centralizado é um ponto de apoio para um bom governo de um monarca, pois nele encontram-se os documentos que legitimam o seu poder. Com o passar do tempo, o Arquivo Geral de Simancas foi promovido à categoria de "marco da arquivística espanhola".